# Zijing
Zijing (kinesiska: 紫荆镇, 紫荆) är en köping i Kina. Den ligger i den autonoma regionen Guangxi, i den södra delen av landet, omkring 200 kilometer nordost om regionhuvudstaden Nanning. Antalet invånare är 18773. Befolkningen består av 8 601 kvinnor och 10 172 män. Barn under 15 år utgör 26,0 %, vuxna 15-64 år 64 %, och äldre över 65 år 9,0 %. Zijing ligger vid sjön Jintian Shuiku.
Genomsnittlig årsnederbörd är 2 211 millimeter. Den regnigaste månaden är juni, med i genomsnitt 384 mm nederbörd, och den torraste är oktober, med 37 mm nederbörd.